# Gert Weil
Gert Weil, född 3 januari 1960, är en friidrottare från Chile. Han deltog vid olympiska sommarspelen 1984, olympiska sommarspelen 1988, olympiska sommarspelen 1992 och olympiska sommarspelen 1996.